# Štěpán Hon
Štěpán Hon (* 3. února 1976 Teplice) je český reportážní, dokumentární a portrétní fotograf, cestovatel a autor cestopisných publikací.

## Život

### Rodinné zázemí a vzdělání
Štěpán Hon se narodil v Teplicích v roce 1976. Jeho otcem byl Josef Hon. Štěpán Hon je absolventem Katedry fotografie na Filmové a televizní fakultě Akademie múzických umění v Praze (FAMU).

### Výstavy
Svoje fotografie představil veřejnosti na řadě samostatných výstav. V roce 1997 to byla jeho první výstava (s názvem: Na východ od „civilizace“) v Regionálním muzeu v Teplicích. V létě roku 1998 podnikl expedici na kolech s cyklistou a propagátorem městské cyklistiky Janem Bouchalem z Prahy k Aralskému jezeru v Kazachstánu. Z příběhů posbíraných během této cesty na Východ sestavil putovní výstavu „Pohledy do očí“, kterou prezentoval veřejnosti v Praze a v rodných Teplicích. Od roku 1996 navštěvoval a fotograficky dokumentoval Zakarpatskou oblast Ukrajiny (Rachovský rajon). Některé zde pořízené snímky byly dvakrát oceněny v rámci fotografické soutěže Czech Press Photo. Společně s českou dokumentární fotografkou Marií Zachovalovou (1981–2008) realizoval výstavní projekt „Dopuštění“ – Teplicko-Šumpersko, kde představil svoje fotografie českého pohraničí. V roce 2006 se konala jeho autorská výstava s názvem Zážitek nebo obrázek v pražské galerii Makráč v budově Ústavu makromolekulární chemie.
Kromě samostatných výstav se Štěpán Hon účastnil několika skupinových výstav:
- 2000–2001: Czech Press Foto 2000, Staroměstská radnice, Praha;
- 2004: Jinak / Differently, Národní muzeum fotografie, Jindřichův Hradec;
- 2004–2005: Czech Press Photo 2004, Staroměstská radnice, Praha;
- 2007: Šestka / Six: FAMU, Pražský dům fotografie (Prague House of Photography, o.p.s - PHP), Praha

Jeho práce vzniklé v rámci projektu „Fotografové na pomoc postiženým povodněmi“ se vystavovaly v několika světových metropolích.

### Další aktivity
- V letech 2003 až 2004 zastával Štěpán Hon funkci oficiálního fotografa prezidenta České republiky.[4][1][p. 2]

- V roce 2006 byl uveden 72 minutový celovečerní dokumentární film českého scenáristy a režiséra Tomáše Hodana Půl čtvrté.[4] Tento film se natáčel na Ukrajině a Štěpán Hon se na něm významnou měrou autorsky podílel (námět, režie, spolupráce na scénáři).[4][11][1]

- K jeho pracím patří též fotografický cyklus (United Colours of Moscow), který věnoval Moskvě.[4][10]

- Několik let fotografoval na dálném evropském severu závody psích spřežení.[4][1] V roce 2012 byl oficiálním fotografem jednoho z nejslavnějších závodů psích spřežení na evropském kontinentu. Závod Femundløpet 2012 spočíval v překonání trasy 600 kilometrů norskou zimou se saněmi taženými dvanácti psy.[10] Unikátní fotografie musherů a jejich psů pořídil Štěpán Hon v norském městečku Røros ještě před startem závodu Femundløpet 2014.[10]

- Štěpán Hon byl také (v letech 2013 a 2014) jedním z oficiálních fotografů Mezinárodního filmového festivalu v Karlových Varech.[1] Jeho úkolem bylo dokumentovat VIP hosty Grandhotelu Pup.[10]

- Fotografie Štěpána Hona byly oceněny v soutěži Czech Press Photo[3] a to v letech 2000, 2001, 2004[9] a 2014.[1]

- Za své fotografie získal v roce 2014 cenu Výboru dobré vůle nadace Olgy Havlové (VDV).[1]

- Od roku 2014 vykonává Štěpán Hon funkci starosty v obci Líský (nedaleko Slaného v okrese Kladno).[1]

- V roce 2018 se podílel na přípravě publikace určené k oslavě 180 let Severočeské filharmonie Teplice. Jeho snímky měly zachytit současnou podobu tohoto hudebního tělesa.[10]

### ProjektDopravní andělé
Tragická smrt jeho kamaráda a propagátora pražské cyklo–dopravy a bezpečnosti silničního provozu pro chodce a cyklisty ve městech Jana Bouchala jej inspirovala k myšlence vzbudit veřejnou diskusi o bezpečnosti silniční dopravy v Praze a Štěpán Hon se tak stal spoluautorem angažovaného happeningu Dopravní andělé. Akce se konala 6. dubna 2006 na den Velké jarní cyklojízdy a byla založena na nikým nečekané přítomnosti nápadně bíle oděných okřídlených osob (jakýchsi „dopravních andělů“), kteří symbolicky drží ochrannou ruku nad chodci a cyklisty a kteří se vyskytují od brzkého rána v blízkosti hlavních dopravních tahů, velkých křižovatek a nebezpečných přechodů. Akce byla zdokumentována i na filmových záběrech a zachycena na snímcích několika fotografů.

### ProjektMy jsme to nevzdali
Ke 20. výročí pádu komunismu v Československu byla v roce 2009 v ulicích Prahy instalována rozsáhlá fotografická výstava pod názvem My jsme to nevzdali – Příběhy 20. století. Na této výstavě spolupracoval Štěpán Hon s občanským sdružením Post Bellum, pro které portrétoval (a též pro archiv Paměti národa) vytipované pamětníky. Městská část Praha 1 vydala v roce 2009 o této akci publikaci s názvem My jsme to nevzdali (Příběhy 20. století).

### ProjektArkadie, rok dvacátý
Štěpán Hon, syn speciálního pedagoga, byl zvyklý se od mládí setkávat s tělesně a mentálně handicapovanými mladými osobami. V roce 2010, kdy slavilo občanské sdružení Arkadie (založeno 9. října 1990) 20 let svého působení, pořídil obsáhlý cyklus fotografií s názvem Arkadie, rok dvacátý. Ve fotografiích dokumentoval po dobu jednoho roku každodenní události a chod této společnosti. Několikrát měsíčně navštěvoval některá pracoviště Arkadie, účastnil se společných výletů, nocoval v jejích prostorách. V záběrech tam pořízených se snažil zachytit jak dobře a promyšleně fungující organizaci, tak i zároveň přátelskou a příjemnou společnost klientů a lidí o ně pečujících. Fotografie byly vystaveny v jízdárně teplického zámku (vernisáž 7. října 2010) a byly zachyceny i v podobě publikace.

### ProjektNáš evropský deník
Spolu se svojí rodinou zpracovává svoje prázdninové cestovatelské zážitky z dovolených v publikacích vzniklých na základě projektu Náš evropský deník. První díl vyšel v roce 2021 pod názvem Náš evropský deník: průvodce Evropou do každé rodiny V soutěži o nejzdařilejší cestopis roku 2022 získala kniha Náš evropský deník: průvodce Evropou do každé rodiny. II Cenu Hanzelky a Zikmunda.

### ProjektALSA
Kolem roku 2016 začal spolupracovat s organizací ALSA, která se stará o osoby postižené amyotrofickou laterální sklerózou (ALS). V rámci této kampaně, kterou vedl, pořizoval asi dva roky fotografie dokumentující práci (lékařek, zdravotních sester, vědkyň) na pražských lékařských neurologických pracovištích a na její podporu vznikl i první charitativní kalendář. Spolu s reklamní agenturou Ogilvy byl Štěpán Hon oceněn Bronzovou Effie.

### ProjektDOMA
V rámci Projektu DOMA začal na konci zimy 2016 Štěpán Hon fotografovat slavné osobnosti v jejich reálných a nepřikrášlených domovech. Výtěžek z prodeje těchto snímků věnoval na charitativní účely. Každý rok pak vydává (v rámci tohoto projektu) stejnojmenný charitativní kalendář. Do tohoto projektu se zařadila v roce 2020 společnost Cesta domů poskytující hospicovou péči. Výrobu kalendářů (max. náklad 400 kusů) zajišťují klienti chráněných dílen teplické Arkadie. Charitativní kalendáře dostávají sponzoři a lidé, kteří darem obdaří buď společnost Cesta domů nebo Arkadii v Teplicích.

## Publikační činnost
- HON, Štěpán. Půl čtvrté: film o bohatém životě v chudém kraji (grafika). (Praha: Artcam, 2006). 1 plakát.
- HON, Štěpán. Arkadie. Vydání první. Líský: Líský 33, 2010; 87 stran. ISBN 978-80-254-8141-7. (fotografická jubulejní publikace)
- HON, Štěpán; HONOVÁ, Klára. Náš evropský deník: průvodce Evropou do každé rodiny. Vydání první. Líský: L33 s.r.o., 2021; 222 stran (některé složené). ISBN 978-80-908215-0-7. Publikace zahrnuje tři výpravy do zemí jižní Evropy (Rumunsko - 2015, Albánie - 2017 a Portugalsko - 2018).
- HON, Štěpán; HONOVÁ, Klára. Náš evropský deník: průvodce Evropou do každé rodiny. II. Vydání první. Líský: L33 s.r.o., 2022; 223 stran (některé složené). ISBN 978-80-908215-1-4. Publikace obsahuje zážitky autorů z Norska, Velké Británie a Pobaltí.

## Galerie

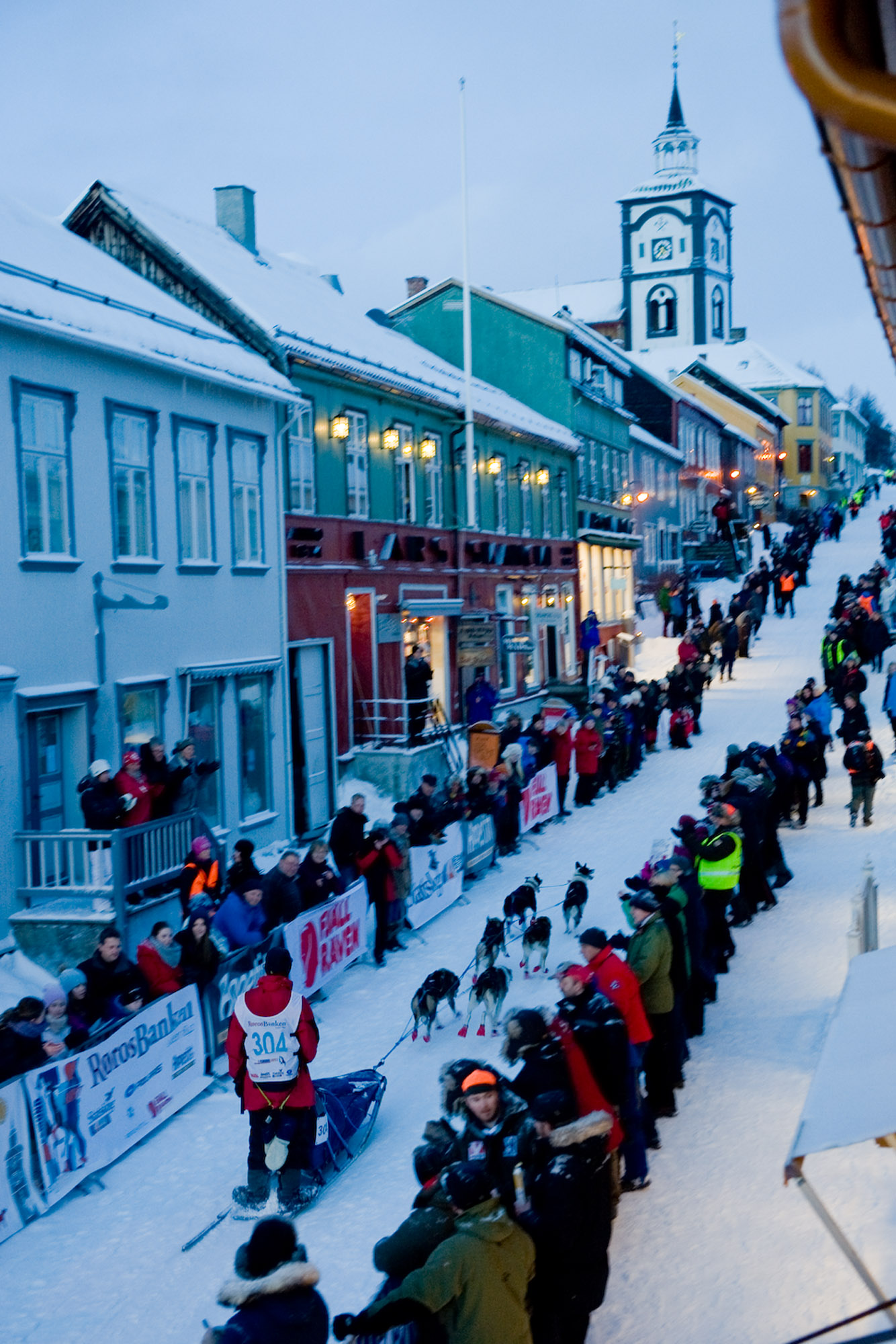
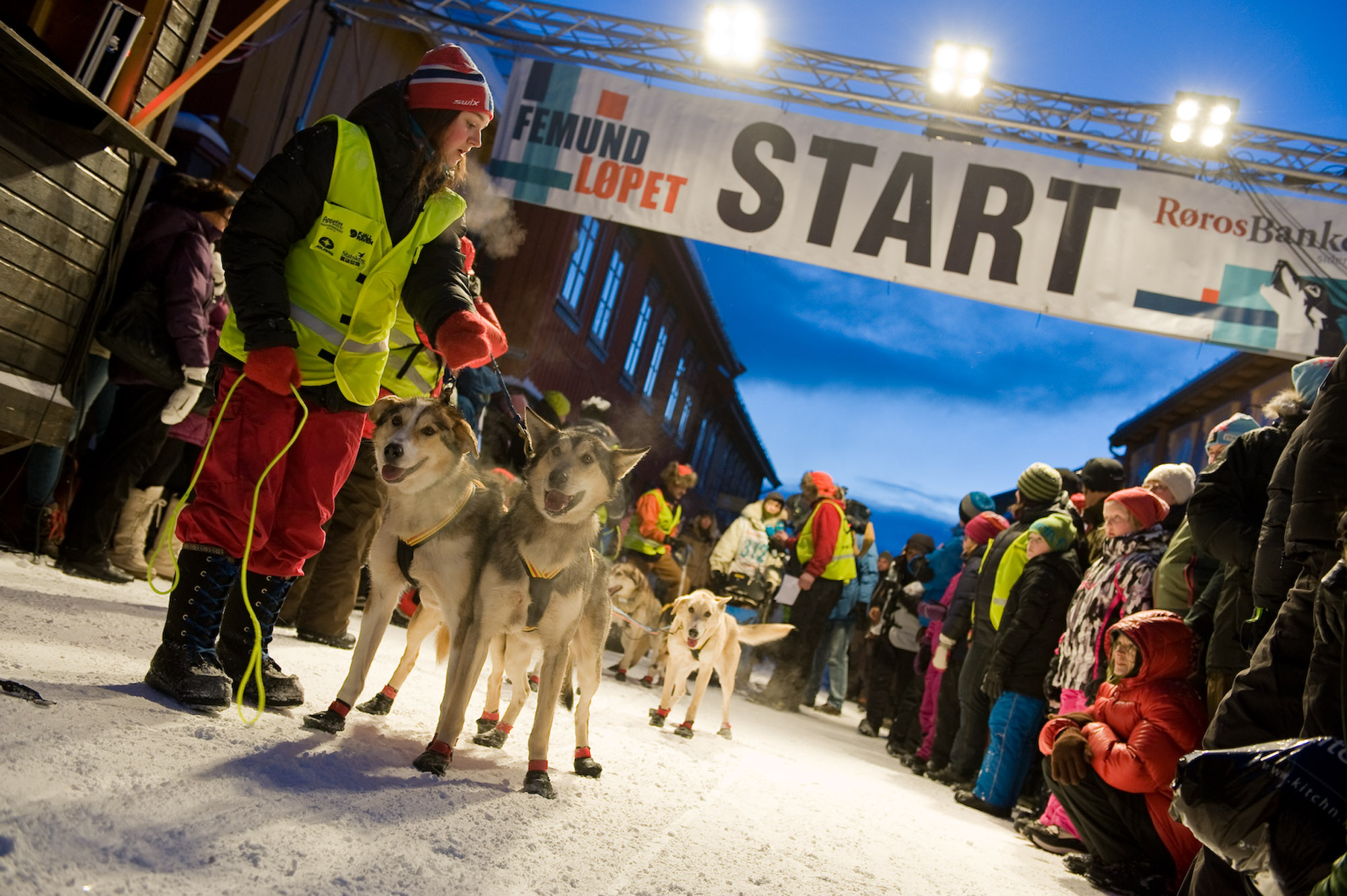
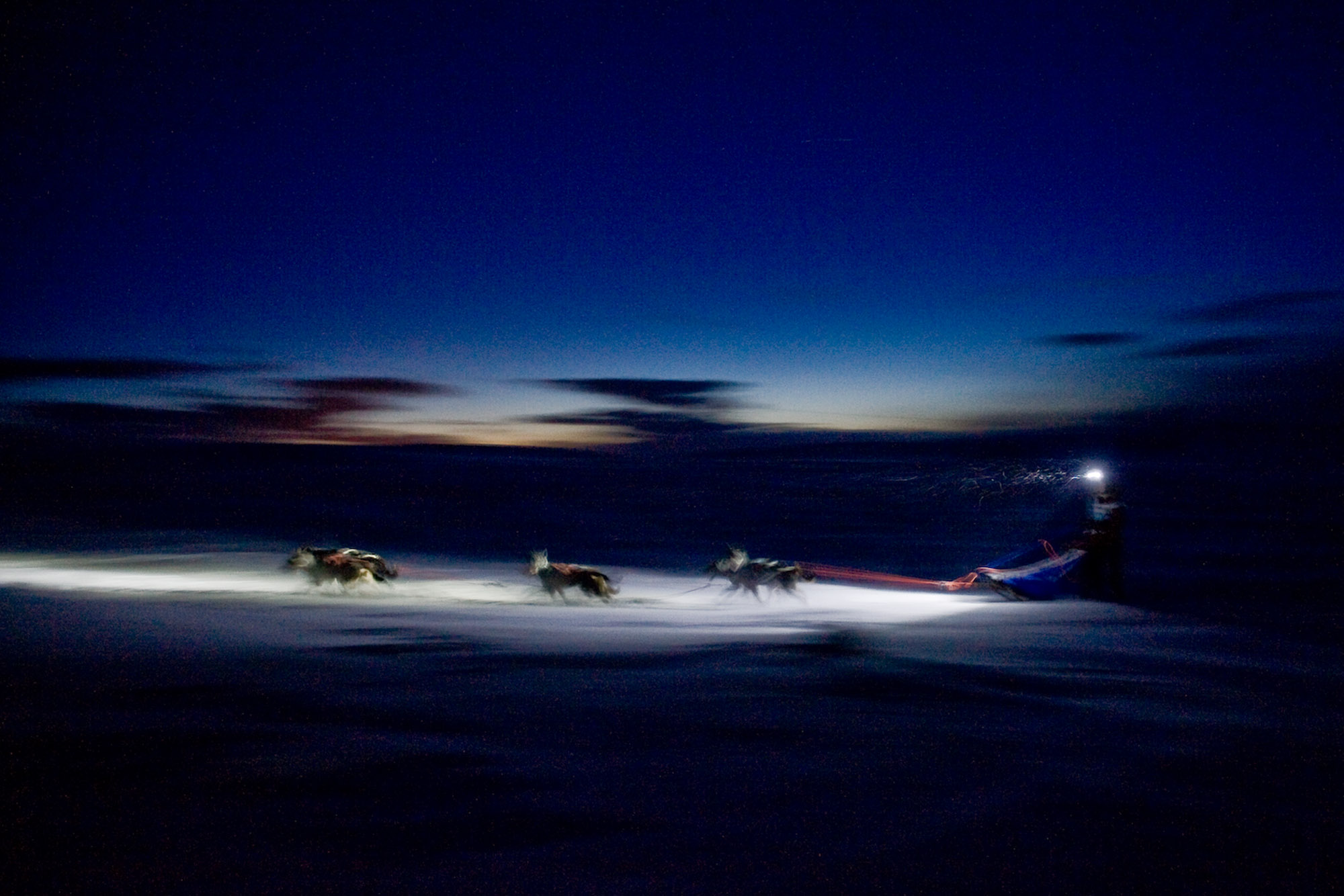
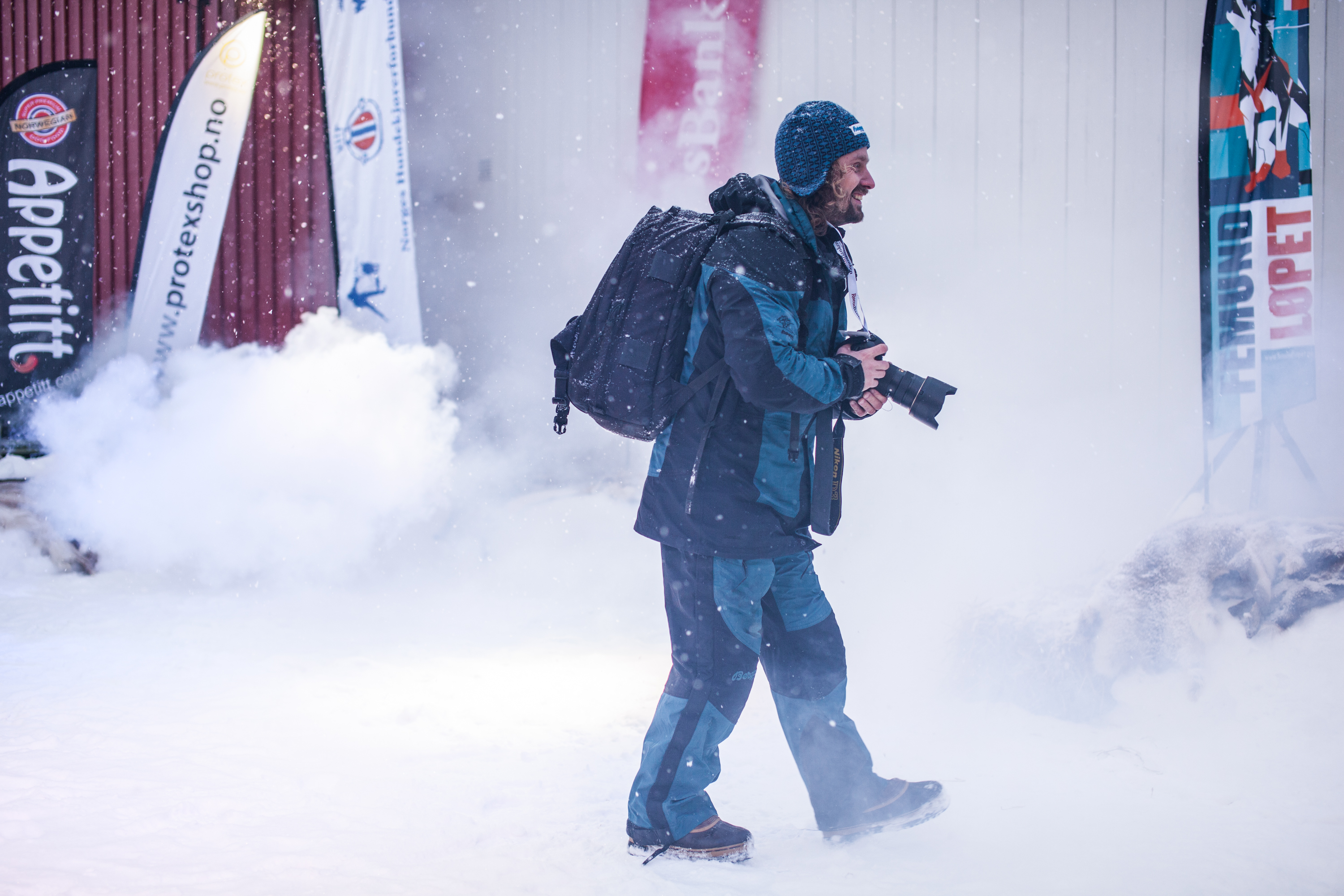